# Dejan Joveljić
Dejan Joveljić, né le 7 août 1999 à Bijeljina, est un footballeur serbe. Il joue au poste d'attaquant au Sporting Kansas City en MLS.

## Biographie

### En club
Il est recruté par l'Eintracht Francfort en juin 2019 dans le cadre d'un contrat de cinq ans.

### En équipe nationale
Avec les moins de 17 ans, il participe au championnat d'Europe des moins de 17 ans en 2016. Lors de cette compétition, il joue trois matchs, inscrivant un but contre l'Espagne.

## Palmarès
- Champion de Serbie en 2018 et 2019 avec l'Étoile rouge de Belgrade.
- Vainqueur de la Coupe de la Major League Soccer en 2024 avec le Galaxy de Los Angeles